# Arquebisbat d'Imphal
L'arquebisbat d'Imphal (bengalí: इम्फाल के सूबा; llatí: Archidioecesis Imphalensis) és una seu metropolitana de l'Església catòlica a Índia. Al 2016 tenia 95.868 batejats d'un total de 2.850.000 habitants. Actualment està regida per l'arquebisbe Dominic Lumon.

## Territori
L'arxidiòcesi comprèn tot l'estat de Manipur.
La seu arxiepiscopal és la ciutat d'Imphal, on es troba la catedral de Sant Josep.
El territori s'estén sobre 22.356 km² i està dividit en 44 parròquies.

## Història
La diòcesi d'Imphal va ser erigida el 13 de març de 1980 amb la butlla Cum Nos del papa Joan Pau II, en dividir la diòcesi de Kohima-Imphal, de la que també sorgí la diòcesi de Kohima. Originàriament era sufragània de l'arquebisbat de Shilong.
El 10 de juliol de 1995 la diòcesi va ser elevada al rang d'arxidiòcesi metropolitana amb la butlla Cum Ecclesia catholica del mateix Joan Pau II.

## Cronologia episcopal
- Joseph Mittathany (28 de març de 1980 - 12 de juliol de 2006 jubilat)
- Dominic Lumon, des del 12 de juliol de 2006

## Estadístiques
A finals del 2016, la diòcesi tenia 95.868 batejats sobre una població de 2.850.000 persones, equivalent al 3,4% del total.
| any  | població | població  | població | sacerdots | sacerdots       | sacerdots       | sacerdots             | diaques | religiosos | religiosos | parroquies |
| ---- | -------- | --------- | -------- | --------- | --------------- | --------------- | --------------------- | ------- | ---------- | ---------- | ---------- |
| any  | batejats | total     | %        | total     | clergat secular | clergat regular | batejats por sacerdot | diaques | homes      | dones      |            |
| 1990 | 53.140   | 1.773.140 | 3,0      | 63        | 28              | 35              | 843                   |         | 57         | 130        | 32         |
| 1999 | 69.550   | 2.271.550 | 3,1      | 89        | 46              | 43              | 781                   |         | 50         | 148        | 33         |
| 2000 | 70.000   | 2.231.000 | 3,1      | 94        | 51              | 43              | 744                   |         | 53         | 148        | 34         |
| 2001 | 71.150   | 2.388.634 | 3,0      | 96        | 60              | 36              | 741                   |         | 51         | 148        | 34         |
| 2002 | 72.350   | 2.438.634 | 3,0      | 87        | 51              | 36              | 831                   |         | 58         | 193        | 34         |
| 2003 | 73.293   | 2.438.634 | 3,0      | 92        | 54              | 38              | 796                   |         | 53         | 191        | 35         |
| 2004 | 80.558   | 2.438.634 | 3,3      | 99        | 58              | 41              | 813                   |         | 56         | 198        | 31         |
| 2006 | 82.947   | 2.465.000 | 3,4      | 98        | 59              | 39              | 846                   |         | 56         | 207        | 36         |
| 2013 | 88.576   | 2.696.000 | 3,3      | 130       | 82              | 48              | 681                   |         | 86         | 260        | 49         |
| 2016 | 95.868   | 2.850.000 | 3,4      | 136       | 88              | 48              | 704                   |         | 74         | 260        | 44         |